# José Gallostra y Frau
José Gallostra y Frau (Peralta 23 de abril de 1833 - Madrid, 14 de febrero de 1888) fue jurista y político español, ministro de Hacienda desde el 13 de octubre de 1883 al 18 de enero de 1884, en el gobierno de José de Posada Herrera. 

## Vida
Licenciado en Derecho por la Universidad Central de Madrid, fue el primer doctor de Derecho Administrativo de esta universidad. Desempeñó el cargo de profesor interino en la misma hasta que obtuvo por oposición, en 1852, una modesta plaza de oficial auxiliar en el Consejo de Estado. Protegido por Posada Herrera, que conocía sus relevantes dotes y honradez, fue gobernador civil de seis provincias sucesivas durante los gobiernos de la Unión Liberal, y en todas dejó buen recuerdo. Fue también ordenador general de pagos del Ministerio de la Gobernación, secretario general del Consejo de Estado, director general de lo Contencioso, abogado de Beneficencia y catedrático auxiliar de la UCM.
Perteneciente a la Unión Constitucional, fue elegido diputado por Palencia en las elecciones de 1871, por Puerto Rico en 1872 por Ciudad Real en 1876. En 1879 fue elegido senador por Valladolid, y en 1881 Práxedes Mateo Sagasta le nombró senador vitalicio. Defendió en esta Cámara la aplicación del el proyecto de Ley del Jurado a los negocios civiles.
Desempeñó la titularidad del Ministerio de Hacienda en el breve gobierno de Posada Herrera, entre octubre de 1883 y enero de 1884.

## Obras
- Lo contencioso administrativo (1881).
- Colección bibliográfica de lo contencioso-administrativo (1882).
- Código de comercio español (1887).